# Radio Busovača
Radio Busovača je regionalna radio postaja čije je sjedište u Busovači. Emitira na hrvatskom jeziku na 101,9 MHz. Program emitira i na internetu. Postaja je počela raditi 1993. godine. Osnovana je kao postaja lokalnog značaja. Više puta je mijenjala status tijekom razdoblja djelovanja. Snaga signala na izlazu iz predajnika je 500 W, čime ju se može slušati Srednjobosanske županije, Zeničko-dobojske županije i Sarajevske županije, što je prostor koji nastanjuje oko 800.000 stanovnika. Odašiljač je na 708 metara nadmorske visine, na 17,54145 E – 44,06363 N. Postaja ima 95% vlastite proizvodnje, 3% koprodukcije i 2% kupljenog programa. Programsku shemu čini: informativno-politički program, dječji program, glazbeno-zabavni program, obrazovni program, religijski program i športski program. Danas je v.d. direktora i glavni urednik Dario Plavčić, voditelj programa Alen Debeljak i voditeljica programa i novinarka Andrea Čolić.

## Vanjske poveznice
- Službene stranice
- Facebook